# Єфремівська
Єфре́мівська — проміжна залізнична станція Кримської дирекції Придніпровської залізниці на електрифікованій лінії Джанкой — Севастополь між станціями Елеваторна (7 км) та Борангар (7 км). Розташована в селі Полтавка Курманського району Автономної Республіки Крим.

## Загальна інформація
Станція відкрита у 1965 році. Обладнана трьома коліями та двома низькими платформами. На станції працюють квиткові каси. 

## Пасажирське сполучення
На станції Єфремівська зупиняються приміські електропоїзди сполученням  Сімферополь — Джанкой / Солоне Озеро та прискорений приміський поїзд сполученням Сімферополь — Феодосія.